# Saint-Symphorien-le-Valois
Saint-Symphorien-le-Valois è un comune francese di 845 abitanti situato nel dipartimento della Manica nella regione della Normandia.

## Società

### Evoluzione demografica
Abitanti censiti